# Llista de batles de Fornalutx
La llista de batles de Fornalutx és una llista que recull els noms dels alcaldes que han governat aquest municipi de la comarca mallorquina de la Serra de Tramuntana. Aquesta llista es remunta fins al segle XVIII i inclou els noms dels alcaldes que han exercit aquest càrrec fins a l'actualitat.

## Llistat
Regnat de Ferran VII i Constitució de Cadis
- Antoni Mayol Arbona (Xoroi) 1812-1814
- Lluc Bisbal Arbona 1814

Regnat de Ferran VII i règim de Rafael del Riego
- Joan Ripoll i Mayol de Bàlitx 1820
- Pere Antoni Mayol 1821

Regnats d'Isabel II, Amadeu de Savoia, Primera República i Alfons XII
- Bartomeu Estades de Moncaira i Socies de Fangar
- Jaume Vicens
- Bartomeu Ripoll i Bisquerra de Gabellí
- Jaume Antoni Mayol Arbona (Borràs)
- Francesc Ensenyat Trias (Binibassi)
- Joan Baptista Estades de Moncaira i Montaner
- Antoni Arbona Ballester (Manguer)
- Pere Antoni Nadal Mayol (de Ca Sa Mestre)
- Josep Colom Castanyer (Pere Simó) 1893
- Josep Sastre Ensenyat (des Mas) 1894

Regència de Maria Cristina i Regnat d'Alfons XIII
- Gabriel Ballester Busquets maurista
- Josep Vicens Ros Trota maurista
- Joan Baptista Estades de Moncaira i Bennàsser de Massana liberal
- Salvador Sastre Escales liberal. Morí el 26 de desembre de 1917 ocupant la batlia. El seu antecessor el succeí fins al 1922.
- Vicenç Colom Colom milà Liberal interí entre la mort de Sastre Escales i l'elecció del successor.
- Joan Puig Colom Reus conservador

Dictadura de Primo de Rivera
- Bernat Alberi Arbona Des poador
- Francesc Alberti Cirerol
- Bartomeu Mayol Ballester Xoroi
- Josep Puig Barceló Puigderros
- Miquel Adrover Bauçà Bieu

Fi de Regnat d'Alfons XIII
- Jordi Mayol Ballester Xoroi Conservador

II República Espanyola
- Jaume Busquets Ros Raboa Republicà
- Joan Antoni Modesto Gallach gestora
- Josep Albertí Arbona Pardalet Unió de dretes
- Josep Arbona Busquets Cabana Unió de dretes
- Llorenç Ramis Perelló Fava Esquerra Republicana gestora

Movimiento Nacional i Franquisme
- Pere Joan Busquets Arbona Benet gestora
- Josep Puig Barceló Puigderros gestora falangista
- Miquel Amengual Barceló gestora
- Joan Arbona Albertí Des Clot gestora
- Sebastià Vicens Mayol De Moncaira gestora Cap local de F.E.T. y de las J.O.N.S.
- Bartomeu Mayol Arbona Fraret (interí) gestora
- Josep Arbona Busquets Cabana
- Bernat Albertí Albertí S'Hort d'Amunt Interí
- Antoni Busquets Bernat De Sa Font
- Llorenç Rullan Albertí Des Bosc Batle i Cap local del Movimiento
- Antoni Vicens i Vicens Des Maiol dit Mandarin Batle i Cap local del Movimiento
- Jordi Arbona Vicens Des Clot

Regnat de Joan Carles I
- Alexandre Vidal Vicens Vinyavella Independents de Fornalutx
- Jordi Arbona Vicens Des clot AP i PP
- Josep Puig Colom Ferrer PP
- Andreu Sebastià Barceló Vicens Pera PSIB-PSOE
- Salvador Sastre Umbert Fuster PSM
- Joan Alberti Sastre Morons PP
- Antoni Aguiló Amengual Lau PP

+ Francisco Marroig Arbona Pere-Simo Independent.